# Un safari per Natale
Un safari per Natale (Holiday in the wild) è un film del 2019, a tema natalizio.

## Trama
Kate è una quarantenne come tante, che vive con la famiglia a New York. Poco dopo che il figlio si trasferisce per frequentare il college, il marito la lascia.

 Kate che aveva organizzato un viaggio in Africa con il marito dopo la partenza del figlio, decide di partire da sola per il safari.

Giunta in Sud Africa, Kate conosce un uomo: Dereck. I due, dopo un piccolo bisticcio in un ristorante si ritrovano la mattina successiva, Dereck è il pilota dell'aereo che accompagnerà Kate a visitare l'oasi. Durante il viaggio i due hanno un atterraggio d'emergenza per salvare un piccolo elefante che sta morendo di fame perché la madre è stata uccisa dai bracconieri.
Grazie al salvataggio dell'elefantino Kate viene a sapere che Dereck fa parte di una squadra di emergenza che salva gli elefanti in pericolo e li rimette in libertà una volta che si sono ristabiliti. La donna, per tutta la durate della vacanza, si ferma al villaggio in cui lavora la squadra d'emergenza e, grazie ai suoi studi di veterinaria, aiuta l'intera equipe.

Alla fine del periodo di vacanza, Kate decide di fermarsi a tempo indeterminato.
A Natale il figlio Luke la raggiunge in Africa e, durante il soggiorno, rivela alla madre che ha deciso di lasciare l'università per dedicarsi alla musica.
In seguito a questa rivelazione Kate decide di rientrare a New York.
Una volta tornata a casa, Kate aiuterà il figlio e troverà lavoro come veterinaria.
Dopo essere venuta a sapere che la squadra d'emergenza in Africa ha dei problemi di fondi, Kate ricorre a tutte le sue conoscenze per aiutarli e, sentendo la mancanza di Dereck e degli elefanti, riparte per l'Africa e si trasferisce lì.